# Oedothorax trilobatus
Oedothorax trilobatus là một loài nhện trong họ Linyphiidae.
Loài này thuộc chi Oedothorax. Oedothorax trilobatus được Richard C. Banks miêu tả năm 1896.